# Gare de Couvrechef
La gare de Couvrechef est une ancienne halte ferroviaire française, disparue, de la ligne de Caen à la mer. Elle était située à la limite entre Épron et le hameau de Couvrechef, à Caen, dans le département du Calvados.

## Situation ferroviaire
La halte de Couvrechef était le premier arrêt pour les trains en provenance de la gare de Caen-Saint-Martin. Grâce à un raccordement construit en 1877, des trains provenant de la gare principale de Caen pouvaient également passer par Couvrechef.

## Histoire
La ligne, exploitée par la Compagnie de chemin de fer de Caen à la mer, est ouverte en juin 1875 jusqu'à la gare de Luc-sur-Mer ; elle est prolongée l'année suivante jusqu'à la gare de Courseulles. Le 9 avril 1878, le conseil général du Calvados émet le vœu qu'une halte soit établie à Couvrechef, à la suite de deux pétitions adressées par les habitants de Couvrechef, de La Folie, de Malon et d'Épron. À la demande du concessionnaire de la ligne, le conseil général arrête, lors de sa séance du 22 avril 1879, une somme de 4 000 francs qui doit être consacrée aux frais d'installation de la halte à la condition expresse que la ville de Caen fournisse la même somme. Le Conseil municipal de Caen vote une subvention de 3 000 francs, et les populations intéressées par l'ouverture de la station compléter apportent les 1 000 francs restants. La halte est finalement ouverte le 25 mars 1880.
La fin du XIXe siècle voit naître la mode des bains de mer. Dans les années 1930, la halte voit passer des trains directs de Paris à la station balnéaire de Courseulles-sur-Mer, sur la ligne maintenant exploitée par l'Administration des chemins de fer de l'État.
La période de la Seconde Guerre mondiale est difficile pour la ligne, car en 1944, lors de la bataille de Caen, les Allemands démontent la voie ferrée entre la gare de Cambes et la halte de Couvrechef. Après les combats, elle est réinstallée par les Anglais.
Après la guerre, le trafic reprend. Cependant, la ligne, bientôt déficitaire, est officiellement fermée le 8 décembre 1950 ; la fermeture définitive ayant lieu en 1952.